# Ikauna
Ikauna (o Ikaunaa) è una suddivisione dell'India, classificata come nagar panchayat, di 12.947 abitanti, situata nel distretto di Shravasti, nello stato federato dell'Uttar Pradesh. In base al numero di abitanti la città rientra nella classe IV (da 10.000 a 19.999 persone).

## Geografia fisica
La città è situata a 27° 33' 0 N e 81° 58' 0 E e ha un'altitudine di 108 m s.l.m..

## Società

### Evoluzione demografica
Al censimento del 2001 la popolazione di Ikauna assommava a 12.947 persone, delle quali 6.807 maschi e 6.140 femmine. I bambini di età inferiore o uguale ai sei anni assommavano a 2.271, dei quali 1.162 maschi e 1.109 femmine. Infine, coloro che erano in grado di saper almeno leggere e scrivere erano 6.683, dei quali 4.106 maschi e 2.577 femmine.